# Escuela Internacional Lenin
La Escuela Internacional Lenin fue una institución fundada por la Internacional Comunista en 1926. Tenía como objetivo formar en la teoría marxista a los dirigentes y jóvenes militantes de los Partidos Comunistas de todo el mundo. Entre 1926 y 1938 pasaron por sus aulas más de 3.000 estudiantes. La sede de la institución se encontraba en Moscú.

## Historia
La institución se creó como un instrumento para la "bolchevización" de la Internacional Comunista (Comintern) y sus secciones nacionales, siguiendo las resoluciones de su V Congreso. Inició su actividad en octubre de 1926. Durante su existencia, la escuela proporcionó formación a unos 3000 alumnos. La mayoría de ellos pertenecían a partidos comunistas europeos y americanos, y junto con otra institución afiliada al Comintern, la Universidad Comunista del Este, llevó a cabo la formación de la mayoría de los estudiantes del mundo colonial. Los estudiantes recibían cursos de historia de la clase obrera, la economía política del imperialismo, la teoría marxista y la experiencia de la dictadura del proletariado, complementados con trabajo práctico en una empresa de economía soviética. Al inicio de su formación, los alumnos se convertían en miembros del Partido Comunista de la Unión Soviética, y aunque se mantenía en relativo secreto, los mismos recibían durante su instrucción entrenamiento militar. La escuela se caracterizó por su burocracia y la rigidez impuesta por el partido.
A nivel internacional, algunos estudiantes de la escuela se convirtieron en jefes de Estado de países de la órbita soviética, y otros en líderes de importantes partidos de oposición.

## Alumnos
Algunos famosos políticos como Erich Honecker, Władysław Gomułka o Josip Broz Tito se convirtieron en jefes de Estado. Otros alumnos prominentes fueron Gus Hall, Vladimir Ćopić, Luis Cicuéndez, Harry Haywood, Edvard Kardelj, Blagoje Parović, Ivan Gošnjak, Rodoljub Čolaković, Đuro Đaković, Waldeck Rochet, Nikolaos Zachariadis, José Gonzalo Sánchez y Moses Kotane.